# سیارک ۲۳۰۶۲
سیارک ۲۳۰۶۲ (به انگلیسی: 23062 Donnamooney، نامگذاری:1999XN52) بیست و سه هزار و شصت و دومین سیارک کشف شده‌است که در ۷ دسامبر ۱۹۹۹ کشف شد.
قدر مطلق سیارک برابر ۱۰.۲ است.